# Rüdiger Butter

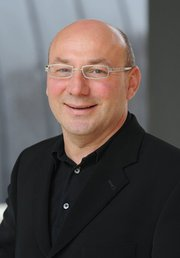
Rüdiger Butter

Rüdiger Butter (* 1963 in Münster) ist ein deutscher Lyriker.

## Leben
Butter lebt seit 1969 in Mainz. Von 1982 bis 1985 belegte er ein Studium der Publizistik, Geschichte und Germanistik. Er hielt ab 1985 Lesungen in Mainz und Umgebung, u. a. bei der Mainzer Minipressen-Messe, im Kulturzentrum (KUZ) Mainz, im Unterhaus Mainz, im Schlachthof Wiesbaden und bei den Kulturwochen Bad Dürkheim. 1997 erschien sein Gedichtband Butter schreibt.Schreiber klebt.
Die Veröffentlichung seines zweiten Buches Fundsache  erfolgte 1999 mit Unterstützung des Ministeriums für Kultur, Jugend, Familie und Frauen in Rheinland-Pfalz. 2000 begann er mit den Arbeiten für den Zyklus deutscher Städte. Die redaktionell betreute Gedichte-Datenbank des Buchhandelsunternehmen Jokers nahm 2008 sein Gedicht Das Duell und 2009 Einmal durch die Italienische Küche auf.
In der Maison Jules Roy in Vézelay, Burgund, war er 2009 Stipendiat. Das Aufenthaltsstipendium wird einmal jährlich vom Land Rheinland-Pfalz in Zusammenarbeit mit der Region Burgund vergeben.
2010 beteiligte er sich an der Fotografisch/Lyrischen Ausstellung Blätter des Herbstes im Haus Burgund (Maison der Bourgogne) in Mainz.
September 2013 gewinn des Lyrikwettbewerbs "Der Rhein" des Vereins Cantando-Parlando e.V. Sankt Augustin.

## Werke
- Butter schreibt.Schreiber klebt. Illustriert von Ulrich Schreiber. Verlag vbz, 1997. ISBN 978-3-931404-01-7
- Fundsache. Verlag vbz, 1999. ISBN 978-3-931404-02-4
- Wort und Butter . Verlag pro Message, 2012. ISBN 978-3-934845-57-2
- "Wort Los". Verlag pro Message, 2020. ISBN  978-3-934845-66-4